# Apocheima
"Phigalia (bướm đêm)" chuyển hướng đến đây. Chi Elachistidae được đặt tên không có hiệu lức bởi Chambers năm 1880 nay được xem là một đồng âm nhỏ của Elachista.
Apocheima là một chi bướm đêm thuộc họ Geometridae.

## Các loài
- Apocheima cinerarium (Erschov, 1874)
- Apocheima denticulata (Hulst, 1900)
- Apocheima djakonovi (Moltrecht, 1933)
- Apocheima hispidaria – Small Brindled Beauty (Denis & Schiffermüller, 1775)
- Apocheima pilosaria – Pale Brindled Beauty (Denis & Schiffermüller, 1775)
- Apocheima plumogeraria (Hulst, 1888)
- Apocheima strigataria (Minot, 1869)
- Apocheima titea (Cramer, 1780)
- Apocheima verecundaria Leech, 1897